# Kanton Cayenne-3 Sud-Ouest

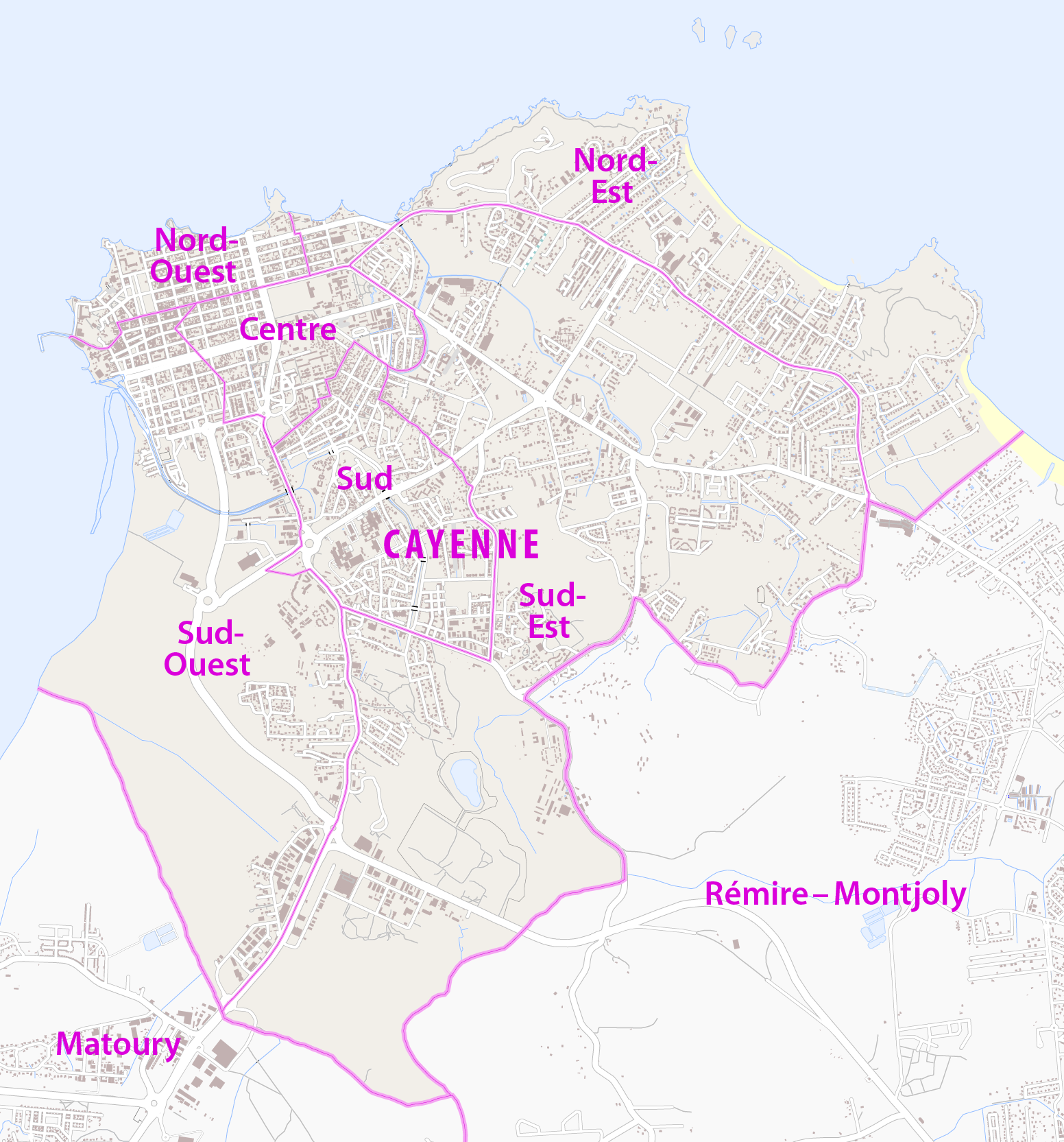

Kanton Cayenne-3 Sud-Ouest (francouzsky Canton de Cayenne-3 Sud-Ouest) byl francouzský kanton v departementu Francouzská Guyana v regionu Francouzská Guyana. Byl tvořen částí města Cayenne. Zrušen byl po reformě kantonů 2014.